# Myrsine divaricata
Myrsine divaricata är en viveväxtart som beskrevs av Allan Cunningham. Myrsine divaricata ingår i släktet Myrsine och familjen viveväxter. Inga underarter finns listade i Catalogue of Life.

## Bildgalleri

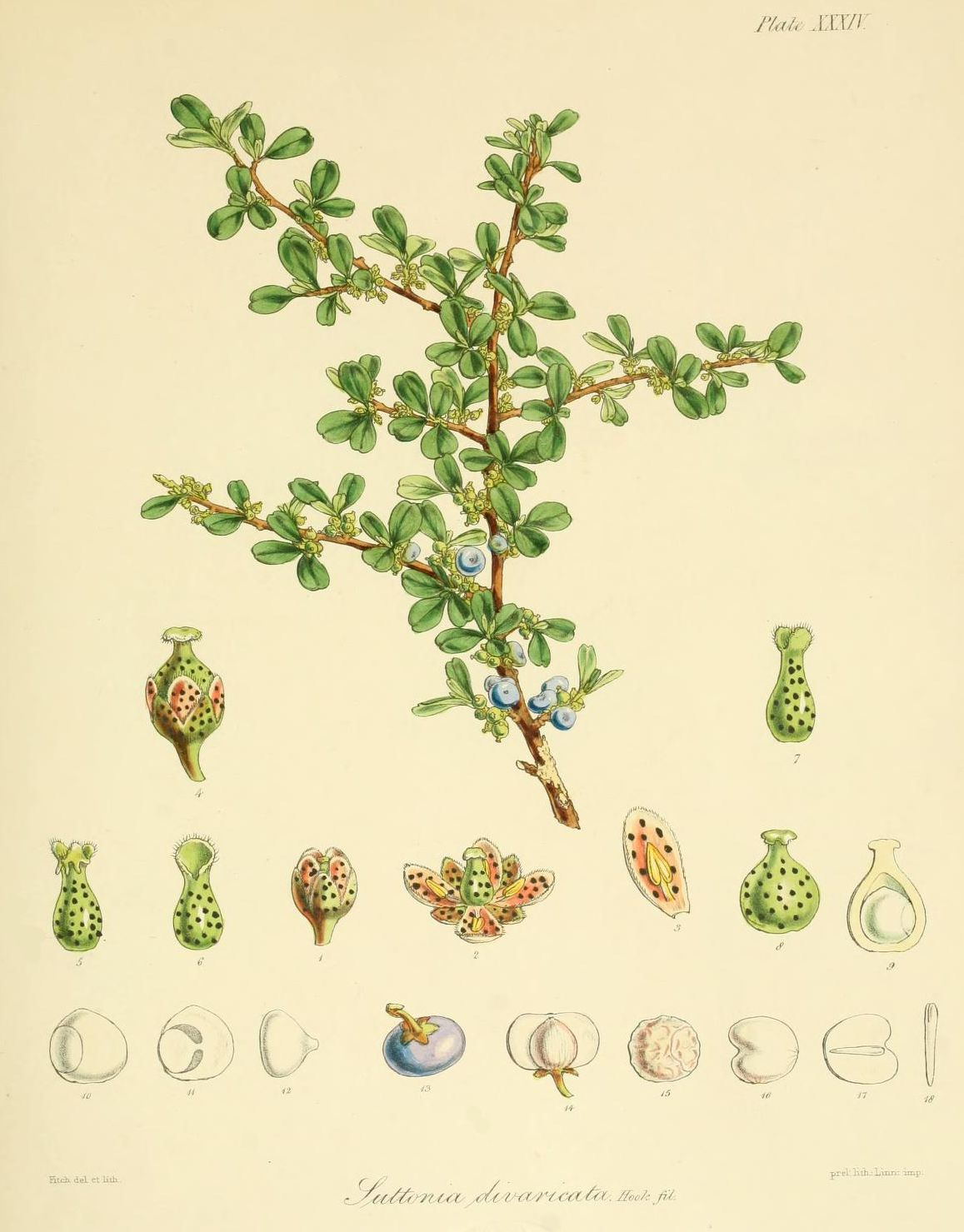